# Vatican Analog
Vatican Analog is een collectief/label uit Tilburg waar verschillende vormen van noise, soundscapes, drones en andere experimentele muziek samenkomen in uiteenlopende projecten. Naast de uitgave van diverse geluidsdragers en andere kunstuitingen van aangesloten muzikanten, organiseert Vatican Analog ook concerten en festivals.
De kern van het collectief bestaat uit Vincent Koreman, Steffan de Turck, Wouter Jaspers, Bas Verbeek en Bas Welling.

## Discografie
- VA 54 Crystal Fucking Dust – Kitchen Sink Realism (digital) 2014
- VA 53 Splatterbabes from Outer Space – Splatwalk Wormhole (digital) 2014
- VA 52 Preliminary Saturation – A58 – A261 (digital) 2014
- VA 51 Rioteer – Hotel Sputnik (digital) 2014
- VA 50 Vincent Koreman – Engorge (digital) 2014
- VA 49 Various Artists – Optimus Prime Noisefest 4 (digital) 2014
- VA 48 Hexeneiche – Pfeffernase (digital) 2014
- VA 47 Withering of Light – Through the Nightlands Unto the Gates of Dawn (digital) 2013
- VA 46 A Vibrant Struggle – The Molten Snow Tapes – Vol. XI (digital) 2013
- VA 45 staplerfahrer & Sigtryggur Berg Sigmarsson – Live at BromBron 26 (digital) 2014
- VA 44 Preliminary Saturation – After Seven (digital) 2014
- VA 43 Medieval Teeth – All New Tapeworm Diet (digital) 2013
- VA 42 Various Artists – Saehansori (usb card) 2014
- VA 41 Wouter Jaspers / Jon Eriksen – Split (cassette) 2008
- VA 40 Preliminary Saturation – Disciples Of The Vatican (cd-r) 2008
- VA 39 Withering of Light – Procession towards Oblivion (digital) 2013
- VA 38 Withering of Light (digital) 2012
- VA 37 Franz Fjödor / Bram Stadhouders – The Rattlesnake Whistles (cd-r) 2007
- VA 36 Hexeneiche – Angsthase (digital) 2013
- VA 35 staplerfahrer – Kapotte Muziek (digital) 2014
- VA 34 Hidden Rulers – Bayesian Inference (digital) 2013
- VA 33 Hidden Rulers – Golden Dawn (digital) 2013
- VA 32 F – M CDOT G (digital) 2013
- VA 31 Vincent Koreman – Glue, Needles & Sandpaper (cd-r) 2007
- VA 30 Carl Kruger & staplerfahrer – 3 (re)arranged (digital) 2014
- VA 29 Franz Fjödor – The Head (A New World Translation) (cd-r) 2007
- VA 27 Vincent Koreman – Deus Irae (cd-r) 2007
- VA 25 Vincent Koreman – Ashes To Infinity (7″ vinyl) 2007
- VA 24 Dr. Bibber – Blanke Vla (cd-r) 2008
- VA 23 The Day The Black Man Died – Live in NS16 (mini cd-r) 2007
- VA 22 Rioteer – Dummy Bombers (cd-r) 2007
- VA 21 The Jim Morrisons – 90476 (cd-r) 2007
- VA 20 Franz Fjödor, Neurobit, staplerfahrer, Bas Verbeek – Berlin Live (cd-r) 2007
- VA 19 Vincent Koreman – K15 (CDr) 2007
- VA 18 Vincent Koreman – Embleem (Floppy 3,5″) 2007
- VA 17 Autonon, Franz Fjodor, Staplerfahrer, Vincent Koreman – Puur Gif (cd-r) 2007
- VA 16 Wouter Jaspers – Speaker (3× cd-r) 2007
- VA 15 The Jim Morrisons – Wake Up! (Floppy 3,5″) 2007
- VA 14 Cock Cobra – Nervous Breakdown (Floppy 3,5″) 2007
- VA 13 Vincent Koreman – Audio Objecten (glue record) 2007
- VA 12 Neurobit – When All Means Fail / Sweet Lullaby To End A Bad Day (8″ vinyl) 2011
- VA 11 Neurobit – Rhodos Spawned It All / You Definitely Failed! (8″ vinyl ) 2009
- VA 10 Vincent Koreman – IESVS REX (cd-r) 2007
- VA 09 The Truth Is In The Eyes Of The Deer – The Old Testament Is The Only True Legacy (cd-r) 2007
- VA 08 staplerfahrer – Converter (cd-r) 2007
- VA 07 Franz Fjödor – I (cd-r) 2007
- VA 06 Franz Fjödor – Babi Yar, An Exploration (cd-r) 2007
- VA 05 The Die! Die! Die! –  User (cd-r) 2007
- VA 04 Various Artists – Britney Spears ‘An All American Slave’ (cd-r) 2007
- VA 03 The Die! Die! Die! – Black Heroin (cd-r) 2007
- VA 02 Barone Sanitation – These Stairs Have Ears (cd-r) 2007
- VA 01 Various Artists – Neues Noise (cd-r) 2007
- VA 127 Vincent Koreman - Fuck Corporate Holidays (mini cd-r) 2007
- VA 106 staplerfahrer – Perron 58 (digital) 2013
- VA 105 Wouter Jaspers – Idenitity Formula EP (cd) 2013
- VA 104 4DALADIEZ – White Power, White Poser (cd-r) 2009
- VA 103 Franz Fjödor – Glorious Days (cd) 2009
- VA 102 Preliminary Saturation 20 Dec. 1979 (cd-r) 2011
- VA 101 Franz Fjödor – Exhibition (cd) 2008
- VA 100 Various Artists – Show The Love (cd) 2008